# Crédit Lyonnais
Crédit Lyonnais je významná francouzská banka se sídlem v Lyonu. V roce 2003 ji koupila banka Crédit Agricole. 

## Vývoj
Banku založil v Lyonu Henri Germain 6. července 1863. Spolu s BNP Paribas a Société Générale tak patří ke třem nejstarším bankám ve Francii. V roce 1870 otevřela banka svou první filiálku v cizině v Londýně. V roce 1876 bylo otevřeno zastoupení v Paříži, které se až do roku 1913 stalo hlavním sídlem banky. Po druhé světové válce byly ve Francii znárodněny čtyři největší banky a mezi nimi i Crédit Lyonnais (1946).
Od roku 1973 bylo zaměstnancům banky umožněno získat její akcie. Tato částečná privatizace byla ale v roce 1982 zvrácena novým zestátněním francouzského bankovnictví za prvního Mitterrandova mandátu. Během první vlády premiéra Jacquese Chiraca (1986-1989) měla být Crédit Lyonnais privatizována, ale k tomu nedošlo.
Pod vedením Jeana Yvese Haberera (1988-1993) banka expandovala do zahraničí, kde získala množství finančních ústavů: Chase Banque de Commerce v Belgii, Credito Bergamasco a Banco San Marco v Itálii, Banca Jover a Banco Comercial Espanol ve Španělsku a Bank für Gemeinwirtschaft v Německu. Rovněž získala prostřednictvím svých dceřiných společností investiční fondy Clinvest, Clindus a SDBO a řadu průmyslových podílů. Konec hospodářské konjunktury a krize na trhu s nemovitostmi ve Francii vedly v roce 1992 k výrazným finančním ztrátám, což mělo za následek deficit ve výši zhruba 150 miliard franků (asi 23 miliard €). Pouze zásah státu odvrátil banku od bankrotu. Nesplacené závazky a úvěry byly převedeny na nově vytvořenou státní společnost Consortium de Réalisation. Od roku 1999 byly akcie volně obchodovatelné na burze, stát si ponechal 10% podíl. Belgickou část Crédit Lyonnais v tomto roce koupila Deutsche Bank.

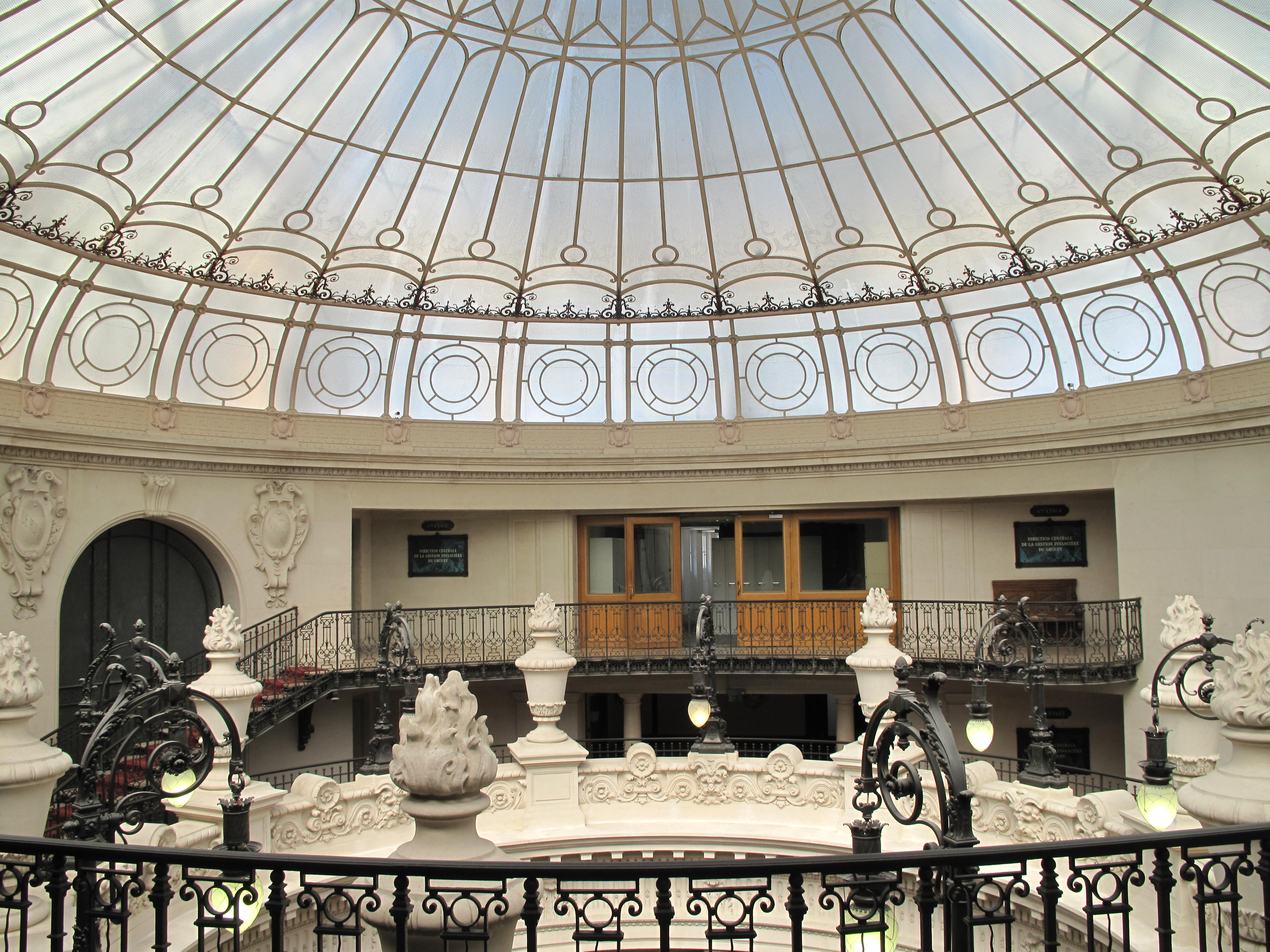
Interiér bývalé centrály v Paříži (kupole nad hlavním schodištěm)

Dne 5. května 1996 postihl historické firemní sídlo v Paříži velký požár. Oheň za 12 hodin zničil dvě třetiny budovy, mj. též bankovní archiv a počítačová data.
V roce 2003 převzala banku Crédit Agricole a stala se tak její dceřinou společností. V září 2010 byla Crédit Lyonnais spolu s dalšími 10 bankami odsouzena francouzským protimonopolním úřadem k celkové pokutě ve výši 381,1 miliónů €. Banky uzavřely dohodu a v letech 2002-2007 zpoplatnily svým zákazníkům platbu šekem ve výši 4,3 centů, aby docílily mimořádného zisku. Opatření se dotklo 80 % šeků použitých ve Francii. Do té doby bylo jejich používání bezplatné. Po zásahu bankovního dozoru byla tato praxe ukončena a kartel byl potrestán pokutou. Protože Crédit Lyonnais byla v roce 2000 kvůli porušení pravidel hospodářské soutěže pokutována, byla její pokuta navýšena ještě o dalších 20 %.